# Адамовичи
Адамовичи (пол. Adamowicz, нем. Adamowicz gennant Adam) — дворянский род.
Несколько дворянских родов Адамовичей, шляхетского происхождения, записанных в VI часть дворянских родословных книг губерний: Виленской, Волынской, Гродненской, Ковенской, Минской, Могилёвской и Смоленской.

## Происхождение и история рода
Фамилия Адамовичи (Лелива) начало своё восприняла, как показано в выписке из Польского гербовника, от «мужа честна» именем Адама, дознаннаго в храбрости и мужестве против татар, происшедшего от Спицимира владевшего в Польше (около 1082 года) деревнями. Потомки сего рода Адамовичи, многие находясь в России, служили Российскому Престолу дворянские службы в разных чинах, и жалованы были от государей (1661 год) и в других годах поместьями. Всё сие доказывается выписями из Польского гербовника и справкою Разрядного Архива.
Малороссийский дворянский род Адамовичей происходит от Демьяна Адамовича (XVIII в.). Этот род пользуется гербом Лелива — щит: в голубом поле звезда сопровождаемая снизу полумесяцем. Нашлемник: три павлиньих пера, обременённых подобными же звездою с полумесяцем.

## Описание герба
В червлёном поле, в правой его половине, стрела острием вверх, сопровождаемая сверху обращённым вниз полумесяцем и в левой половине щита шестиконечной звездой, всё серебряное.
Нашлемник: Два распростёртых орлиных крыла. Намёт: червлёный, подбитый серебром. Герб рода Адамовичи (Лелива) внесен в Часть 6 Общего гербовника дворянских родов Всероссийской империи, с. 94.

## Известные представители
- Адамович — прапорщик Калужского пехотного полка, убит в сражении при Дрездене и Кривчине (14 и 15 августа 1813 года), его имя занесено на стену храма Христа Спасителя в г. Москва[3].